# Hästveda
Hästveda är en tätort i Hässleholms kommun.

## Historia
Ortnamnet skrevs 1145 Hestwite och är sammansatt av de fornnordiska orden för häst respektive skog. Hästveda betyder således 'skogen där hästarna drevs på bete'.
Hästveda var och är kyrkby i Hästveda socken och ingick efter kommunreformen 1862 i Hästveda landskommun. I denna inrättades för orten 11 mars 1887 Hästveda municipalsamhälle som sedan upplöstes 31 december 1959.

### Befolkningsutveckling
| Befolkningsutvecklingen i Hästveda 1900–2020  | Befolkningsutvecklingen i Hästveda 1900–2020 | Befolkningsutvecklingen i Hästveda 1900–2020 | Befolkningsutvecklingen i Hästveda 1900–2020 | Befolkningsutvecklingen i Hästveda 1900–2020 |
| --------------------------------------------- | -------------------------------------------- | -------------------------------------------- | -------------------------------------------- | -------------------------------------------- |
|                                               |                                              |                                              |                                              |                                              |
| År                                            |                                              |                                              | Folkmängd                                    | Areal (ha)                                   |
| 1900                                          | 1900                                         |                                              | 398                                          | †                                            |
| 1960                                          | 1960                                         |                                              | 1 114                                        |                                              |
| 1965                                          | 1965                                         |                                              | 1 277                                        |                                              |
| 1970                                          | 1970                                         |                                              | 1 490                                        |                                              |
| 1975                                          | 1975                                         |                                              | 1 724                                        |                                              |
| 1980                                          | 1980                                         |                                              | 1 939                                        |                                              |
| 1990                                          | 1990                                         |                                              | 1 829                                        | 236                                          |
| 1995                                          | 1995                                         |                                              | 1 764                                        | 236                                          |
| 2000                                          | 2000                                         |                                              | 1 651                                        | 240                                          |
| 2005                                          | 2005                                         |                                              | 1 682                                        | 239                                          |
| 2010                                          | 2010                                         |                                              | 1 623                                        | 249                                          |
| 2015                                          | 2015                                         |                                              | 1 693                                        | 288                                          |
| 2020                                          | 2020                                         |                                              | 1 747                                        | 291                                          |
| † Befolkning runt ett municipalsamhälle 1900. |                                              |                                              |                                              |                                              |

## Samhället
I centrala Hästveda ligger sjön Lilla Sjö, som ingår i ett strövområde beläget invid hembygdsparken. I hembygdsparken drivs även sommartid ett vandrarhem.
I Hästveda finns Hästveda kyrka från 1100-talet. Kyrkan har kalkmålningar från 1200- och 1500-talen.
Väster om Hästveda ligger Barnens by som är en sommarkoloni som ägs av Malmö kommun. 5 km nordväst om tätorten ligger Åbuamossen på vilken det sedan 1905 bedrivs torvbrytning.

### Bankväsende
Hästveda sockens sparbank grundades 1885. Den uppgick 1977 i Sparbanken Göinge. Denna bank blev jämte Hästveda jordbrukskassa en del av Swedbank. År 2008 såldes verksamheten "Swedbank Hässleholm/Osby" där Hästveda ingick till Kristianstads sparbank, som senare blev en del av Sparbanken Skåne. År 2015 lades det tidigare sparbankskontoret ned.
Runt 1910-talet etablerade sig även Smålands enskilda bank i Hästveda. År 1923 överlät Smålandsbanken kontoret till Sydsvenska banken. Kontoret lades sedermera ned.

## Kommunikationer
Hästveda ligger vid Södra stambanan och 15 december 2013 fick orten på nytt trafik med Krösatågen. Nya plattformar byggdes. Busslinje 536 passerar Hästveda, med resmöjligheter till Hässleholm och Osby. Från Hästveda utgick tidigare den numera nedlagda Hästveda-Karpalunds Järnväg med trafik till Kristianstad.

## Utbildning
I Hästveda finns ett litet högstadium där barnen ifrån Hästveda, Ballingslöv och Farstorp går.

## Evenemang
Hästveda marknad med sin hästmarknad hålls varje år, alltid den andra torsdagen i juli med förmarknad på onsdagen.

## Sport
Hästveda arrangerar en inomhusfotbollscup, Snapphanecupen, som funnits sedan 1989. Cupen spelas i jämna åldrar på ungdomssidan och för seniorer. Hästveda har även en  brottarklubbar på damsidan, Hästveda BK. Där brottas bland annat OS-meriterade Ida-Theres Nerell och Helena Allandi. Hästveda har även en fotbollsklubb, Hästveda IF, vars herrlag 2011 spelade i Division 6 Norra Skåne och vars damlag spelade i division 5 Norra Skåne. Hästvedas ungdomslag samarbetar med Farstorps GoIF. I Hästveda finns även en Motorsportklubb, Hästveda FRC, som arrangerar tävlingar inom Folkrace och Offroad på sin anläggning Harabackens Motorstadion.

## Kända personer
- Bengt Gustafsson, överbefälhavare
- Per-Ola Ljung, fotbollsspelare och fotbollstränare
- Sonja Stjernquist, sångerska och skådespelare
- Karl Ragnar Gierow, författare, ständig sekreterare och en av De aderton i Svenska Akademien mm.[14]

## Försvarsmakten
Strax utanför Hästveda ligger en av Försvarsmaktens två operativa stridslednings- och luftbevakningscentraler, Södra stridsledningscentralen (Kobran). Anläggningen är ett detachement och organiseras under Luftstridsskolan (LSS). Centralen byggdes 1965-1966 och blev operativ under namnet LFC Kobran, men går sedan år 2001 under namnet StriC Kobran. Centralen är inrymd i en bergsanläggning 50 meter under markytan och motsvarar tre fyravåningshus med en total golvyta på cirka 10 000 kvadratmeter och rymmer mellan 100 och 200 arbetsplatser.